# Трашиганг (дзонгхаг)

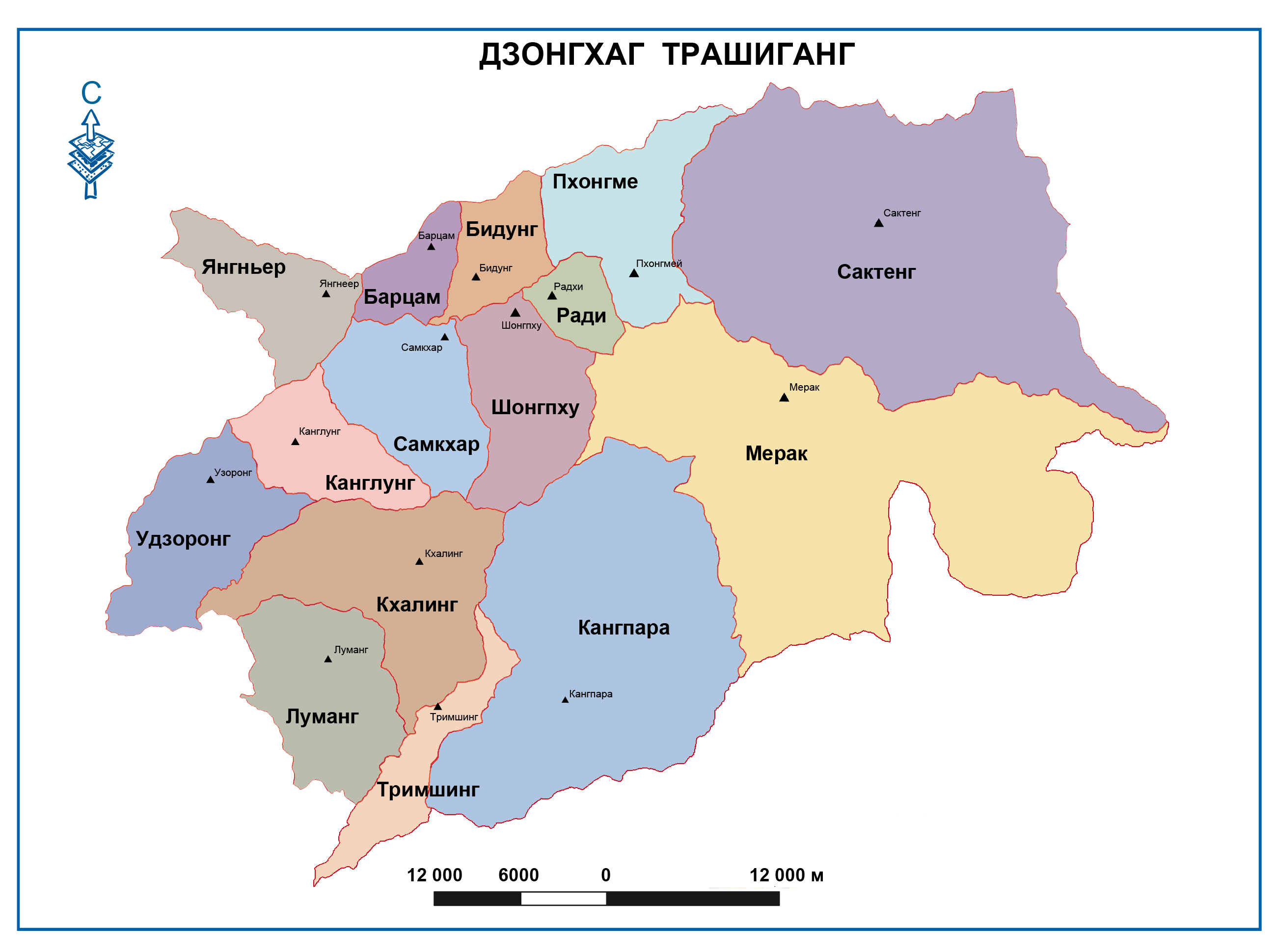
Гевоги дзонгхага Трашиганг

Трашиганг (дзонг-кэ བཀྲ་ཤིས་སྒང་རྫོང་ཁག, вайли Bkra-shis-sgang rdzong-khag) — дзонгхаг в Бутане, относится к восточному дзонгдэю. Административный центр — Трашиганг.
На территории дзонгхага расположен заказник Сактен.
В городке Канглунг расположен колледж Шерубце и институты Королевского университета Бутана.

## Транспорт
Недалеко от города Канглунг построен местный аэропорт Йонгпхулла. Планируется также другой аэропорт Барцам.

## Административное деление
В состав дзонгхага входят 15 гевогов:
- Барцам
- Бидунг
- Канглунг[итал.]
- Кангпар[англ.]
- Кхалинг
- Луманг
- Мераг[англ.]
- Пхонгмед[англ.]
- Ради[англ.]
- Сактенг[англ.]
- Самкхар
- Тримшинг
- Удзоронг
- Шонгпху
- Янгньер

Некоторые гевоги объединены в три дунгхага.

## Достопримечательности
- Трашиганг-дзонг, крепость над городом Трашиганг, построенная в 1667 году, в которой расположена администрация и монастырь, здесь же проводятся фестивали цечу.
- Гом-кора, малый монастырь к северу от Трашиганга школы Ньингма, на месте медитации гуру Ринпоче, где остался след его тела. Здесь же проводятся фестивали цечу.
- Большой монастырь Рангджунг Йодсел Чхолинг школы Ньингма около города Рангджунг к востоку от Трашиганга[3].
- Монастырь Пхонгме-гомпа дальше на восток от Рангджунга, в котором установлена большая статуя тысячерукого Авалокитешвары.
- Железный мост Чазам, который построил Тангтонг Гьялпо, на шоссе из Монгара в Трашиганг.

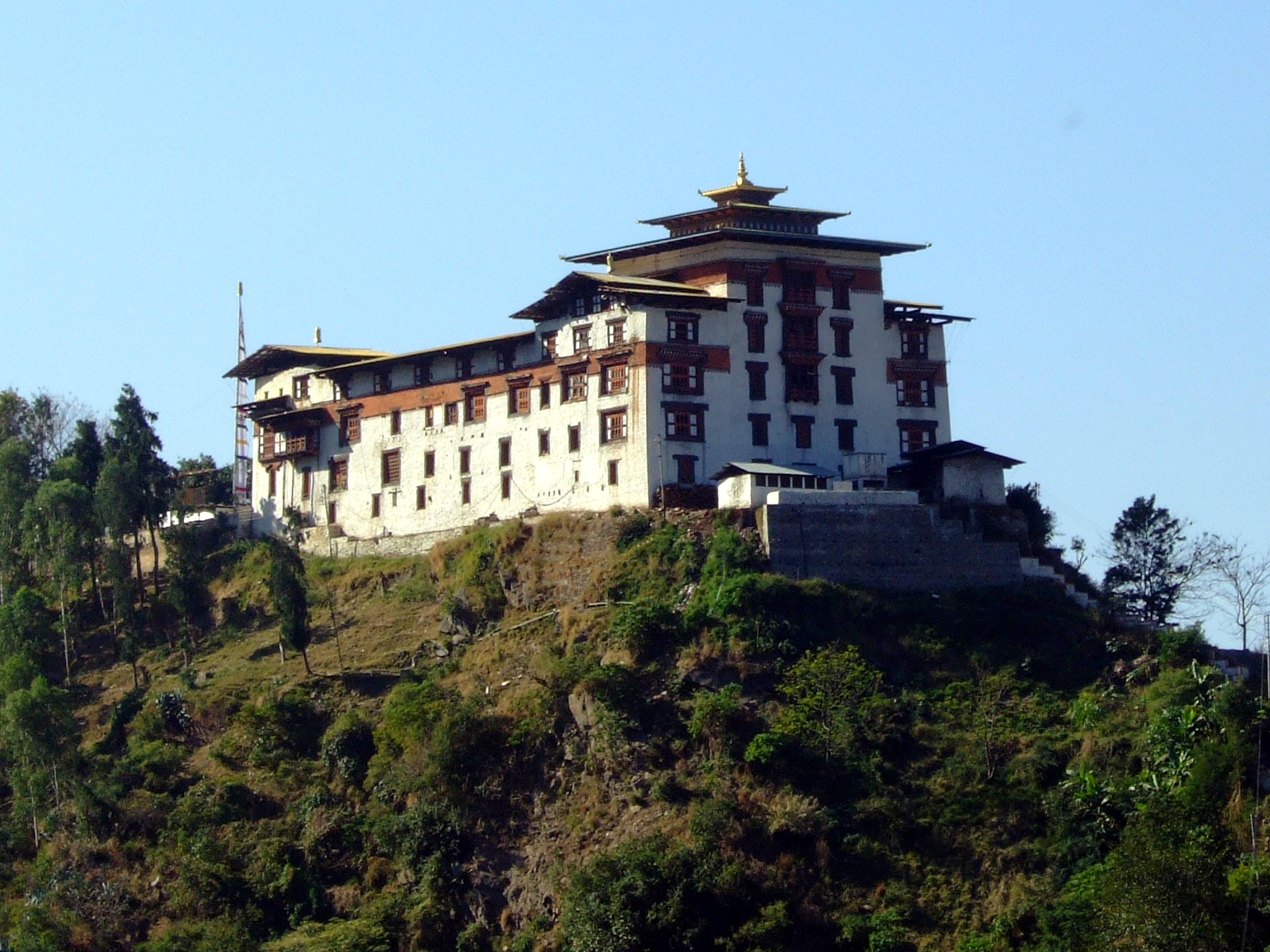
Трашиганг-дзонг в городе Трашиганг
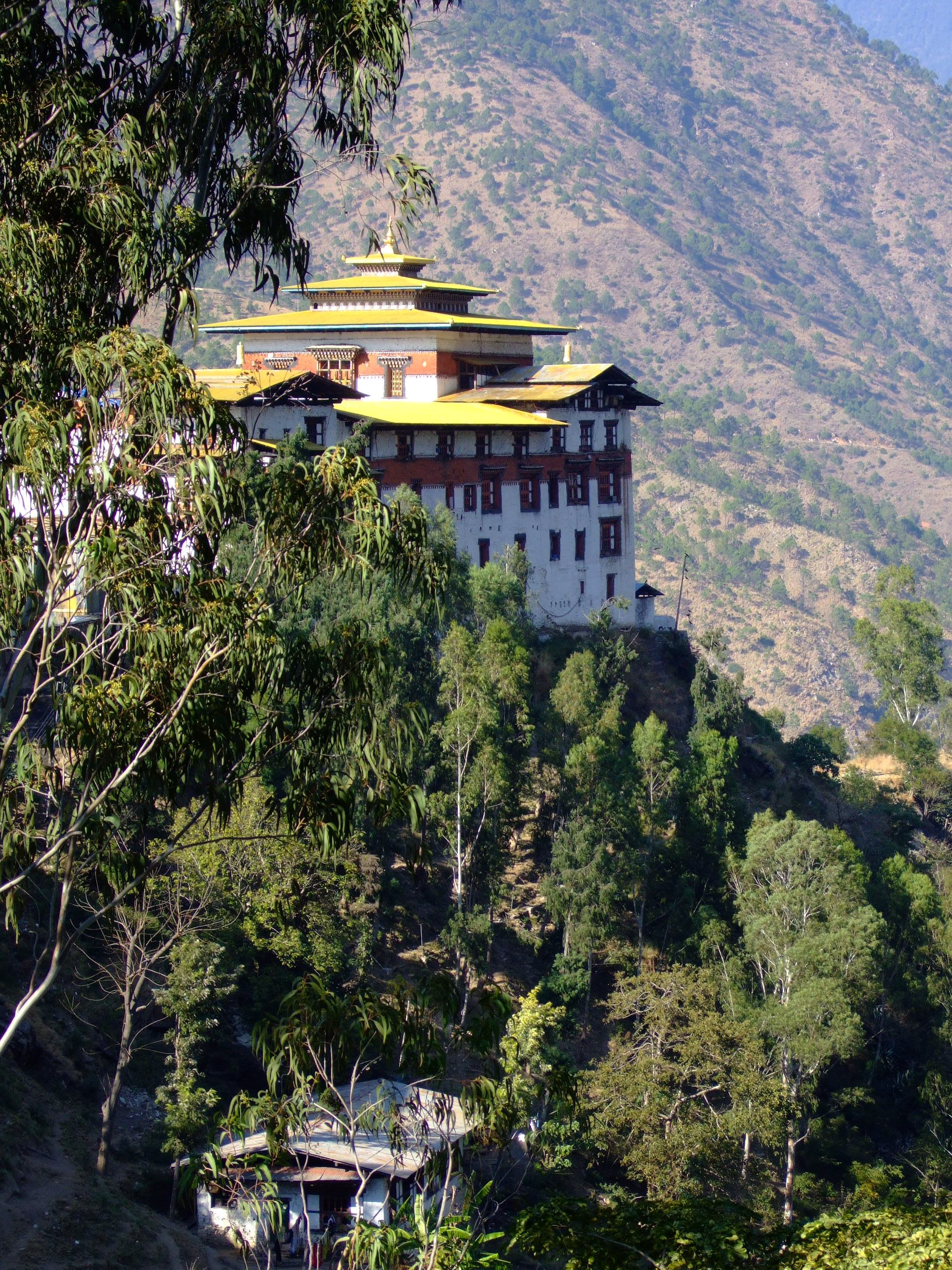
Трашиганг-дзонг
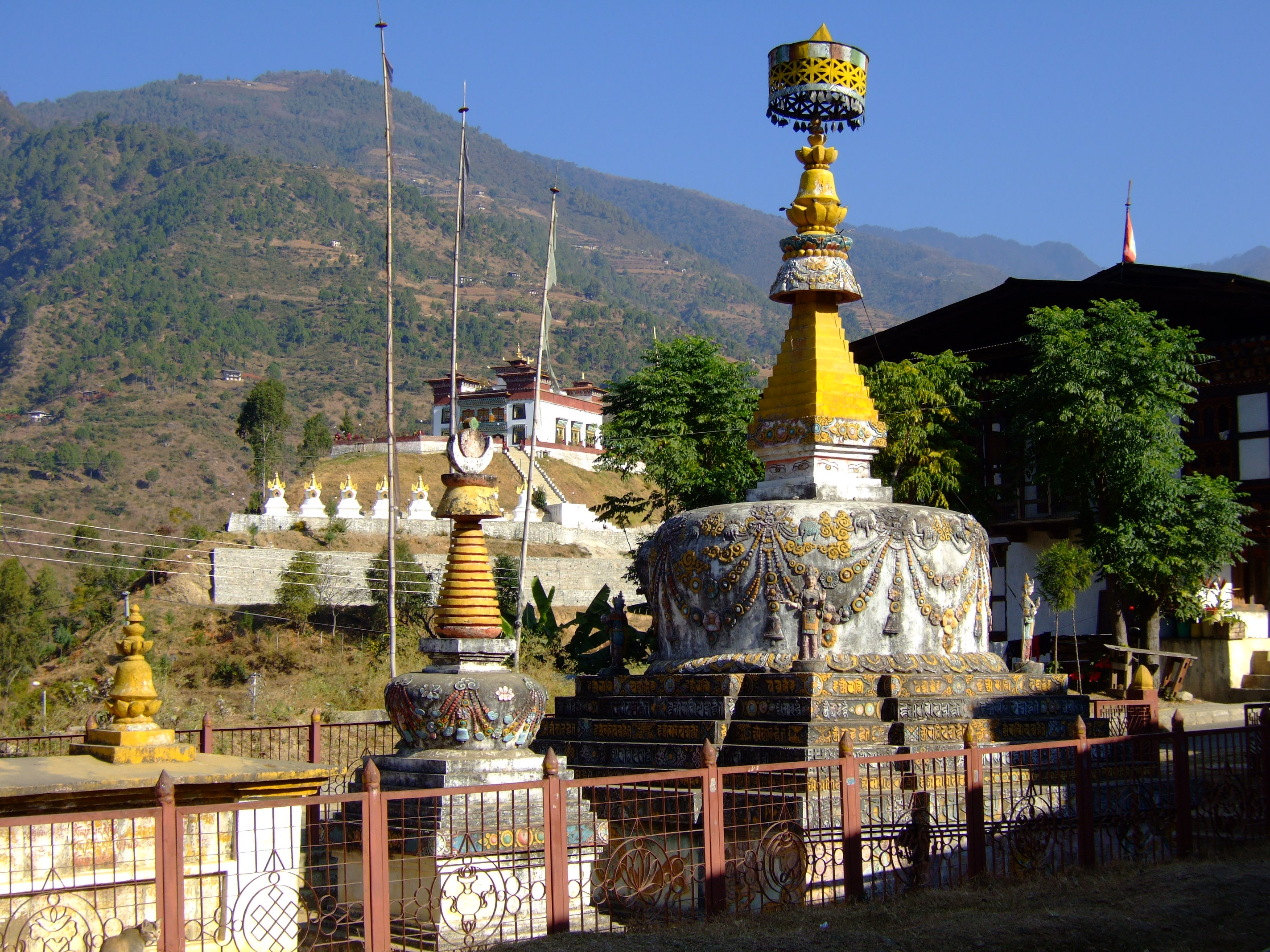
Ступы в Рангджунге